# 4 iulie
ianuarie • februarie • martie  • aprilie  • mai  • iunie  • iulie  • august  • septembrie  • octombrie  • noiembrie  • decembrie
4 iulie este a 185-a zi a calendarului gregorian și a 186-a zi în anii bisecți. Mai sunt 180 de zile până la sfârșitul anului.

## Evenimente

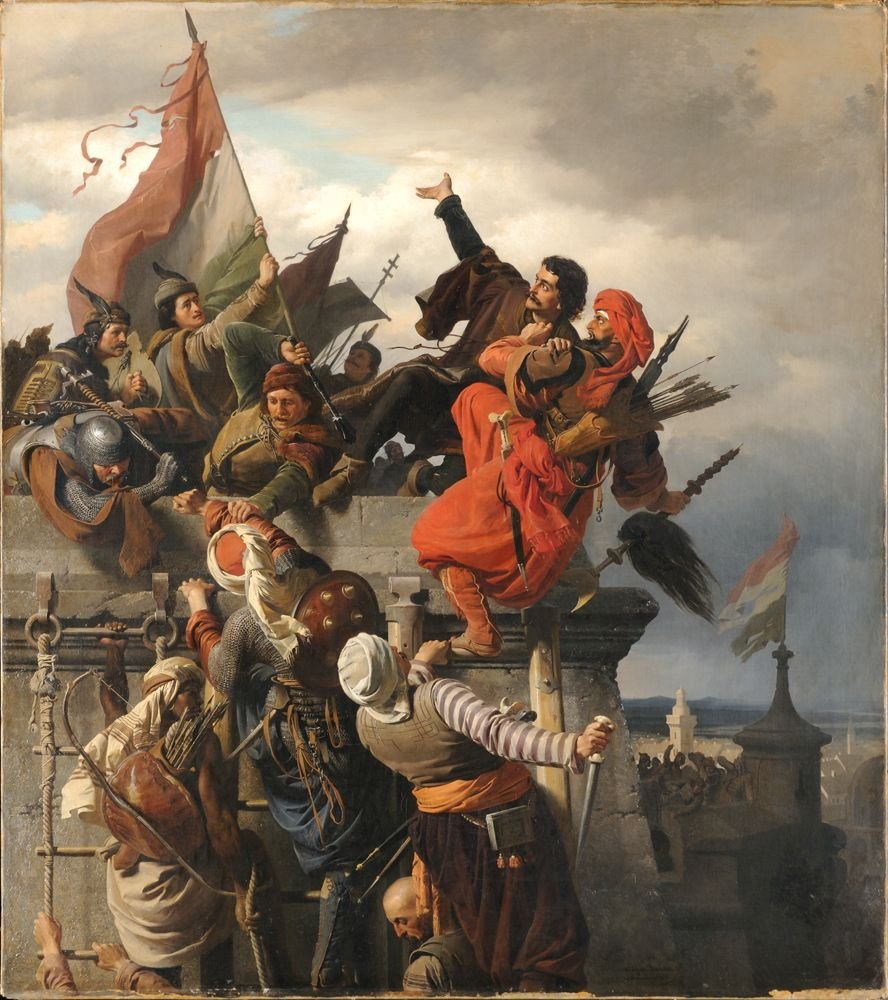
1456: Sultanul Mehmed al II-lea încearcă printr-o campanie fulger să subjuge Regatul Ungariei. Începe Asediul Belgradului (foto) însă în timpul nopții de 22 spre 23 iulie sultanul învins și-a retras restul trupelor și s-a întors la Constantinopol.

1776: Este adoptată Declarația de independență a Statelor Unite ale Americii

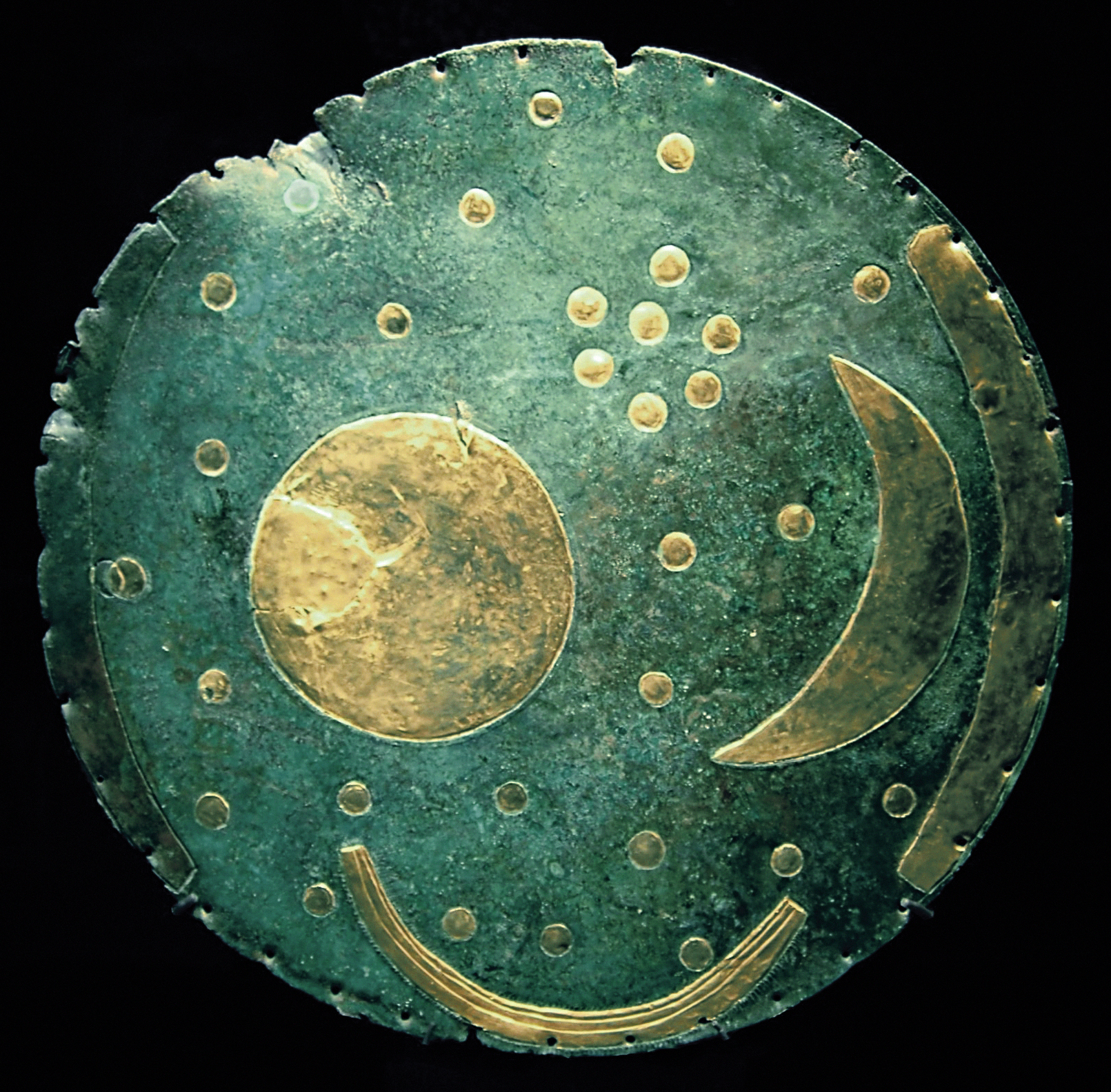
1999: Doi jefuitori de situri arheologice au găsit în Germania Discul ceresc de la Nebra, care este considerat a fi cea mai veche reprezentare concretă din lume a cerului.

- 1054: O supernovă, numită SN 1054, este observată de către chinezi, japonezi, americanii nativi și astronomii persani arabi ca fiind suficient de luminoasă pentru a fi văzut în timpul zilei.  Resturile sale formează Nebuloasa Crabului.
- 1456: Sultanul Mehmed al II-lea încearcă printr-o campanie fulger să subjuge Regatul Ungariei. Începe Asediul Belgradului și a fortăreței sale puternice de graniță însă în timpul nopții de 22 spre 23 iulie sultanul învins și-a retras restul trupelor și s-a întors la Constantinopol.
- 1534: Christian al III-lea este proclamat rege al Norvegiei și Danemarcei la biserica din orașul Rye. De domnia lui se leagă implementarea reformei protestante în această zonă.
- 1776: A fost adoptat documentul numit Declarație de independență a Statelor Unite ale Americii prin ratificarea sa de către Congresul Continental, prima entitate conducătoare a noului stat creat.
- 1826: Thomas Jefferson, al 3-lea președinte al Statelor Unite, moare în aceeași zi cu John Adams, al 2-lea președinte al Statelor Unite, la cea de-a 15-a aniversare a adoptării Declarației de Independență a Statelor Unite.
- 1827: Sclavia este abolită în statul New York.
- 1864: Decret domnesc privind înființarea Universității din București, care reunea într-un singur corp facultățile de Drept, Științe și Litere. Primul rector a fost juristul Gh. Costaforu. (4/16)
- 1876: S-a creat, la București, "Societatea Națională de Cruce Roșie din România". La  23 august același an, societatea a fost recunoscută de Comitetul Internațional al Crucii Roșii de la Geneva. (4/16)
- 1898: Cu puțin timp înainte de ora cinci dimineața, nava franceză de pasageri La Bourgogne se scufundă după ce s-a ciocnit cu nava britanică de navigație Cromartyshire, la sud de insula Sable, în timpul unei cețe dense. Din cele 730 de persoane aflate la bord, doar 173 supraviețuiesc, printre care o singură femeie din 300 câte se aflau pe navă; toți copii au pierit.
- 1914: La Viena au loc funeraliile Arhiducelui Franz Ferdinand și ale soției sale Sofia, la șase zile după asasinarea lor la Sarajevo.
- 1918: Sultanul Mehmed al V-lea moare la vârsta de 73 de ani și este urmat la tronul Imperiului Otoman de fratele său, Mehmed al VI-lea. El va fi ultimul sultan al Porții.
- 1928: Marea Britanie: Este acordat dreptul deplin de vot pentru femei.
- 1941: Trupele naziste au masacrat oameni de știință polonezi și scriitori în orașul Lwów (astăzi Liov, în Ucraina).
- 1946: România și Marele Ducat al Luxemburgului au reluat relațiile diplomatice la nivel delegație.
- 1950: Prima emisie a postului de radio Europa Liberă.
- 1954: Germania câștigă Campionatul Mondial de Fotbal din Elveția pentru prima dată - 3:2 cu Ungaria.
- 1957: S-a înființat, la București, Arhiva Națională de Filme.
- 1960: A fost inaugurat noul steag american, în urma admiterii statului Hawaii ca cel de-al 50-lea stat al SUA, în august 1959.
- 1970: România și Costa Rica au stabilit relații diplomatice la nivel de ambasadă.
- 1987: A intrat în funcțiune pasajul Lujerului, cu o lungime de 800 m, din care 400 m sunt acoperiți.
- 1987: În Franța, fostul șef al Gestapo-ului Klaus Barbie (poreclit "Măcelarul din Lyon") este condamnat pentru crime împotriva umanității la închisoare pe viață.
- 1997: Nava spațială americană Pathfinder a aterizat pe Marte.
- 1998: Japonia lansează sonda Nozomi pe Marte, și se alătură, astfel, Statelor Unite și Rusia în lista națiunilor care explorează spațiul.
- 1999: Doi jefuitori de situri arheologice au găsit în Germania Discul ceresc de la Nebra, care este considerat a fi cea mai veche reprezentare concretă din lume a cerului.
- 2005: Sonda spațială NASA Deep Impact a observat impactul unui proiectil lansat de acesta pe cometa Tempel 1.
- 2006: Coreea de Nord testează patru rachete cu rază scurtă, una cu rază medie și una cu rază lungă de acțiune Taepodong-2. Conform relatărilor, racheta cu rază lungă de acțiune Taepodong-2 a eșuat în aer deasupra Mării Japoniei.
- 2009: Coroana Statuii Libertății se redeschide pentru public, după opt ani de închidere din motive de securitate în urma atacurilor din 11 septembrie 2001.
- 2024: La alegerele generale din Regatul Unit, Keir Starmer conduce Partidul Laburist la o victorie zdrobitoare, readucând partidul la guvernare pentru prima dată în 14 ani. Premierul conservator în funcție, Rishi Sunak, demisionează a doua zi, iar Starmer preia  funcția.[1]

## Nașteri
- 1546: Murat al III-lea, sultan otoman (d. 1595)
- 1715: Christian Fürchtegott Gellert, poet și romancier german (d. 1769)
- 1767: Kyokutei Bakin, scriitor japonez (d. 1848)
- 1790: George Everest, geograf englez (d. 1866)
- 1799: Oscar I al Suediei, rege al Suediei și Norvegiei (d. 1859)
- 1801: Infanta Isabel Maria a Portugaliei (d. 1876)
- 1804: Nathaniel Hawthorne, scriitor american (d. 1864)

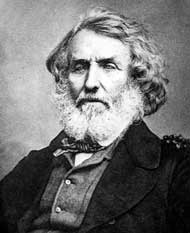
George Everest, geograf englez
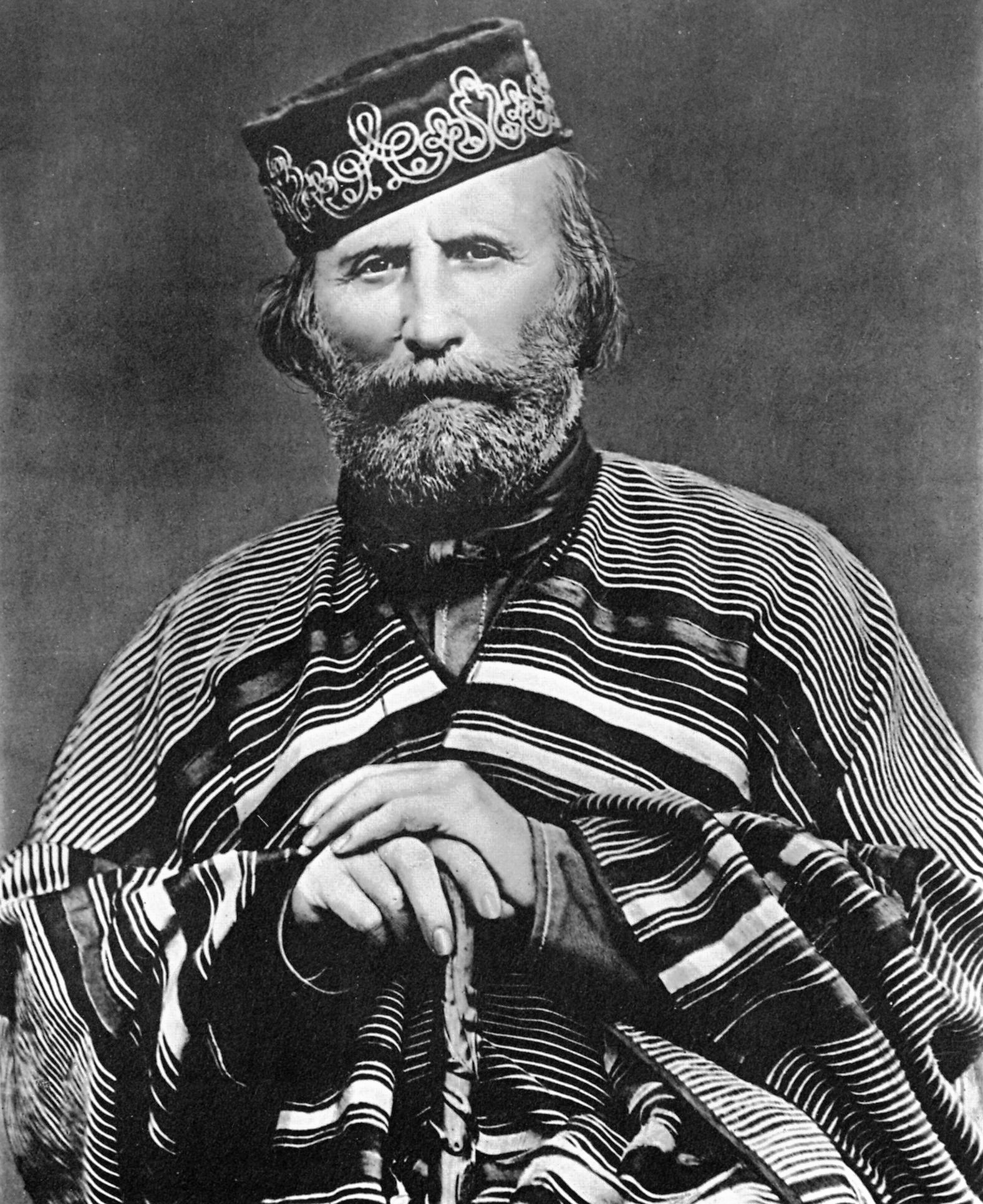
Giuseppe Garibaldi, om politic italian
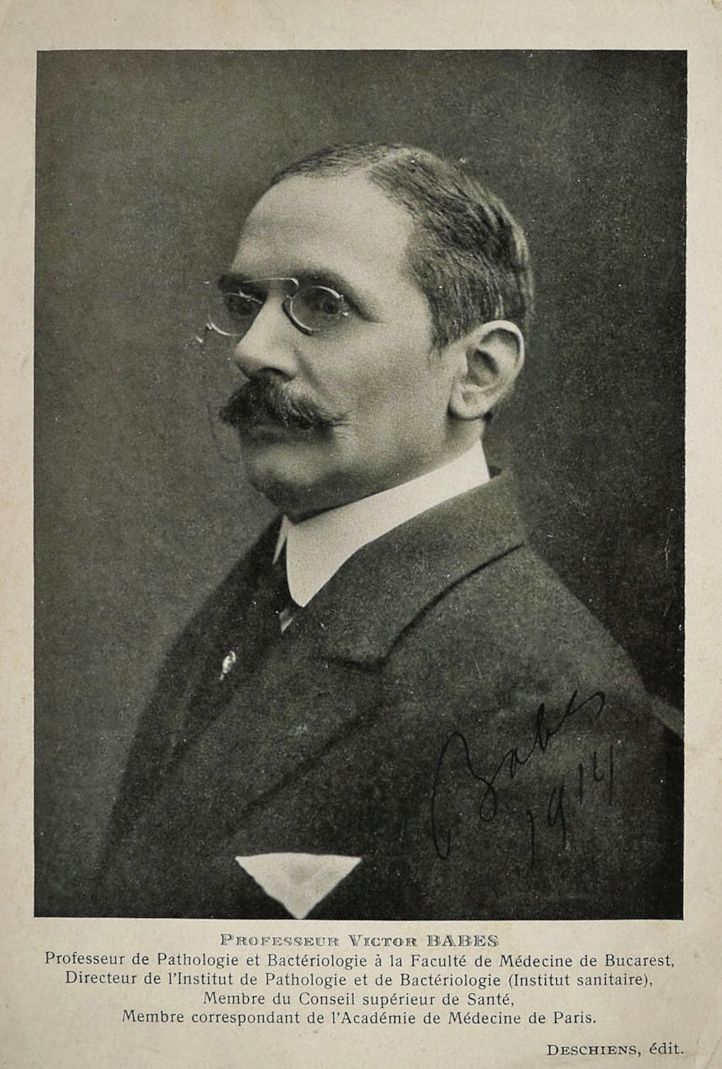
Victor Babeș, bacteriolog,  fondator al școlii românești de microbiologie

- 1807: Giuseppe Garibaldi, general și om politic italian (d. 1882)
- 1832: Lucien Quélet, medic, naturalist, briolog și micolog francez (d. 1899)
- 1848: Louis-Robert Carrier-Belleuse, pictor și sculptor francez (d. 1913)
- 1853: Ernst Otto Beckmann, chimist și farmacist german (d. 1923)
- 1854: Victor Babeș, bacteriolog și morfopatolog român, fondator al școlii românești de microbiologie, membru al Academiei Române (d. 1926)
- 1854: Alexandru Marghiloman, 70 ani, om politic român, prim-ministru (1918), (d. 1925)
- 1868: Henrietta Swan Leavitt, astronomă americană (d. 1921)
- 1872: Calvin Coolidge, al 30-lea președinte al Statelor Unite ale Americii (d. 1933)
- 1877: Albert Dauzat, lingvist francez (d. 1955)
- 1886: Alice Călugăru, poetă română (d. 1933)
- 1897: Costică Acsinte, fotograf român (d. 1984)
- 1900: Robert Desnos, scriitor și jurnalist francez (d. 1945)
- 1908: Aurelio Peccei, industriaș italian (d. 1984)
- 1910: Gloria Stuart, actrița americană (d. 2010)
- 1911: Victor Nadolschi, astronom român (d. 1996)
- 1918: Johnnie Parsons, pilot american (d. 1984)
- 1923: Haralamb Zincă, pseudonimul literar al lui Hary Isac Zilberman, scriitor român (d. 2008)
- 1924: Eva Marie Saint, actriță americană
- 1926: Alfredo Di Stéfano, fotbalist și antrenor de fotbal argentiniano-spaniol (d. 2014)
- 1927: Gina Lollobrigida, actriță italiană (d. 2023)

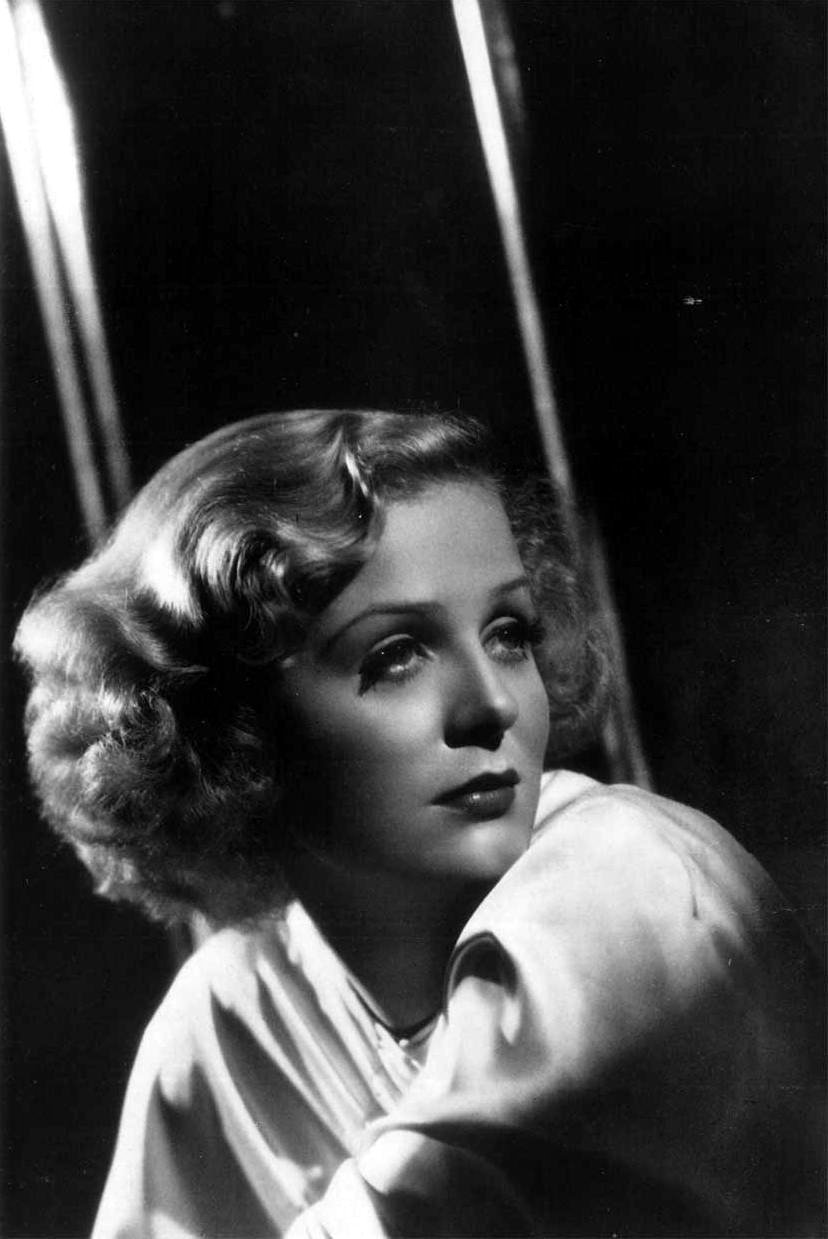
Gloria Stuart, actrița americană
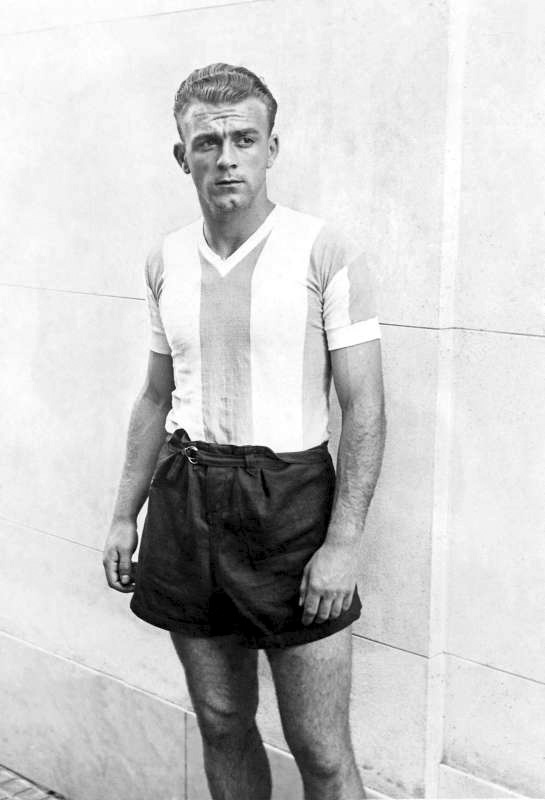
Alfredo Di Stéfano, fotbalist argentiniano-spaniol
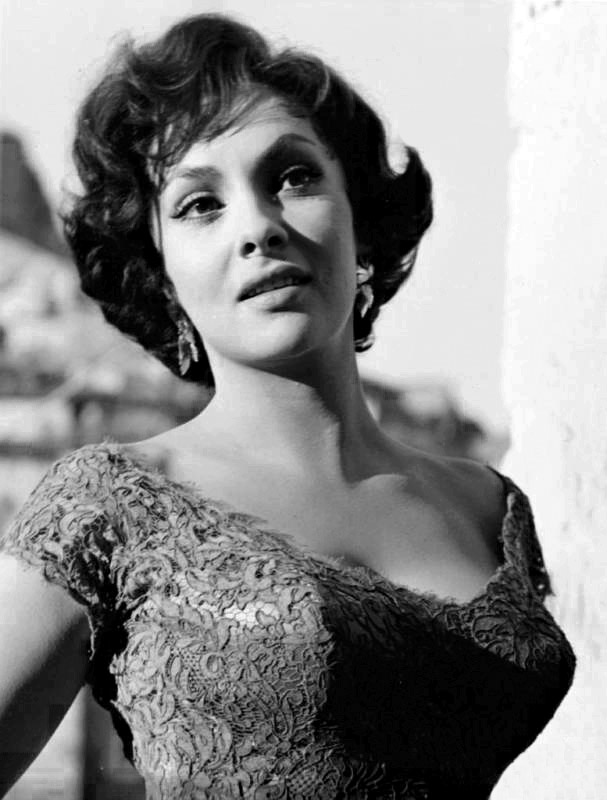
Gina Lollobrigida, actriță italiană

- 1927: Neil Simon, scriitor american (d. 2018)
- 1927: Jim McWithey, pilot american (d. 2009)
- 1928: Giampiero Boniperti, fotbalist italian
- 1931: Stephen Boyd, actor american (d. 1977)
- 1938: Bill Withers, muzician american (d. 2020)
- 1942: Prințul Michael de Kent, membru al casei regale britanice
- 1943: Elisabeta Jar, actriță română
- 1948: René Arnoux, pilot francez
- 1948: Claudine Bertrand, scriitoare canadiană
- 1949: Horst Seehofer, politician german
- 1952: Vladimir Tismăneanu, politolog român
- 1960: Cristina Țopescu, editor și prezentator de televiziune (d. 2020)
- 1960: Roland Ratzenberger, pilot austriac (d. 1994)
- 1964: Elie Saab, designer libanez
- 1964: Edi Rama, politician albanez, prim-ministru al Albaniei (2013-prezent)
- 1972: Nina Badrić, cântăreață croată de muzică pop
- 1973: Tony Popovic, fotbalist australian
- 1988: Angelique Boyer,  actriță mexicană de origine franceză
- 1994: Era Istrefi, cântăreață kosovaro-albaneză

## Decese
- 0965: Papa Benedict al V-lea
- 0973: Ulrich de Augsburg, episcop (n. 890)
- 1336: Elisabeta de Aragon, regină consort a Portugaliei (n. 1271)
- 1546: Khair ad-Din, amiral otoman (n. 1478)
- 1742: Luigi Guido Grandi, călugăr, preot, filozof, matematician și inginer italian (n. 1671)
- 1826: John Adams, al 2-lea președinte al Statelor Unite (n. 1735)
- 1826: Thomas Jefferson, al 3-lea președinte al Statelor Unite (n. 1743)
- 1831: James Monroe, al 5-lea președinte al Statelor Unite (n. 1758)
- 1848: François-René de Chateaubriand, diplomat și scriitor francez (n. 1768)
- 1874: Hippolyte Boulenger, pictor belgian (n. 1837)
- 1888: Dimitrie Lecca, politician, ministru și general român (n. 1832)

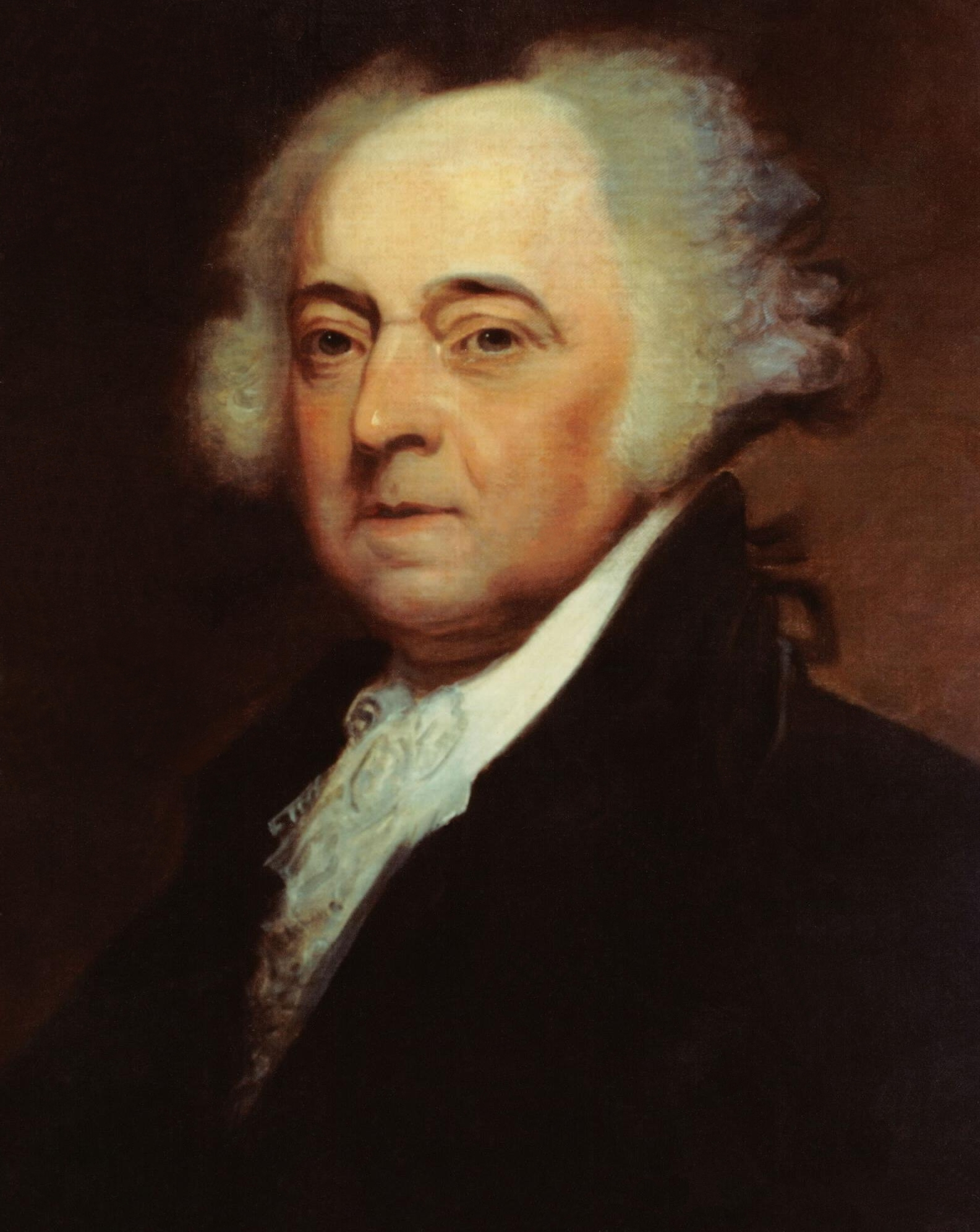
John Adams, al 2-lea președinte al Statelor Unite
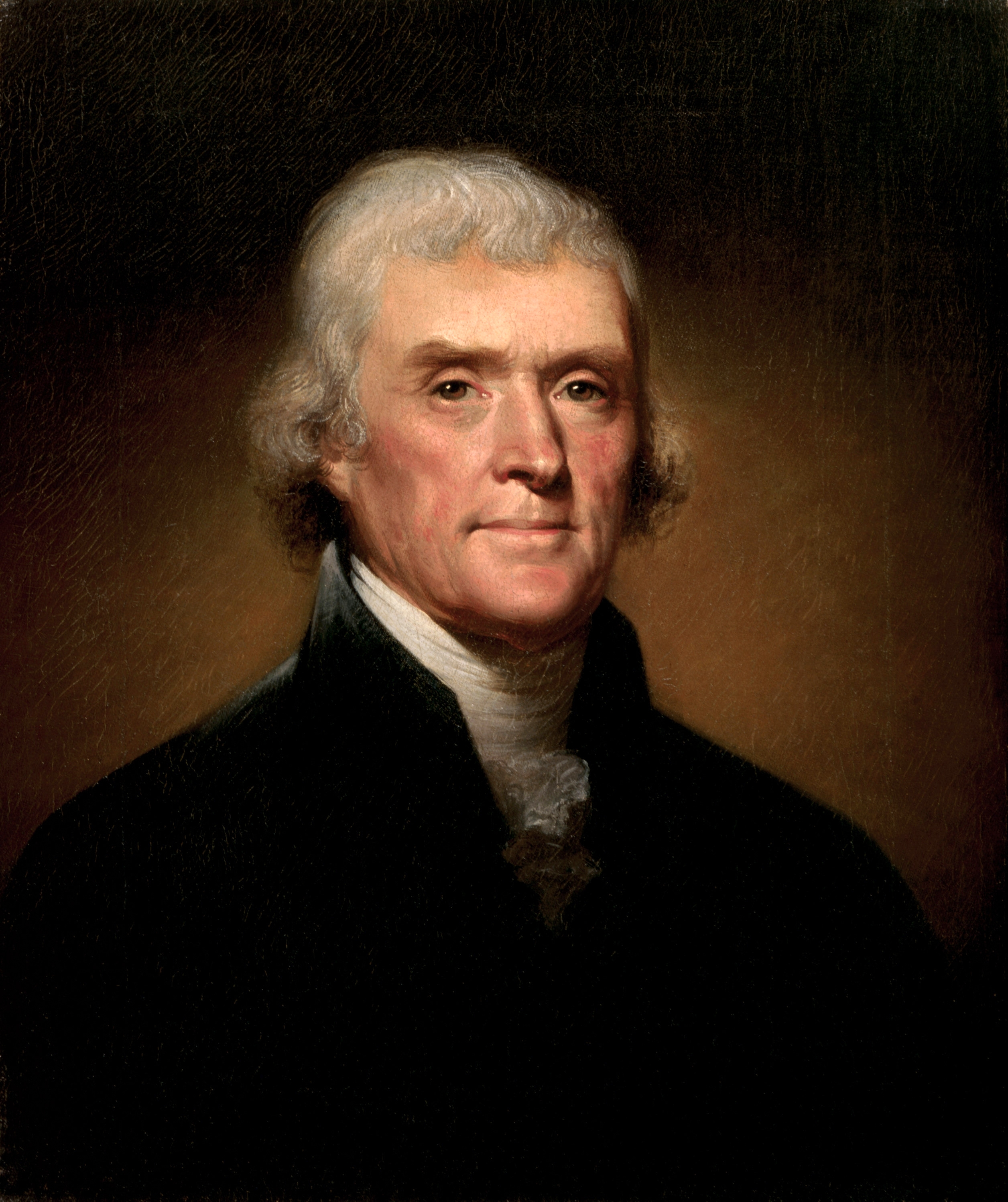
Thomas Jefferson, al 3-lea președinte al Statelor Unite
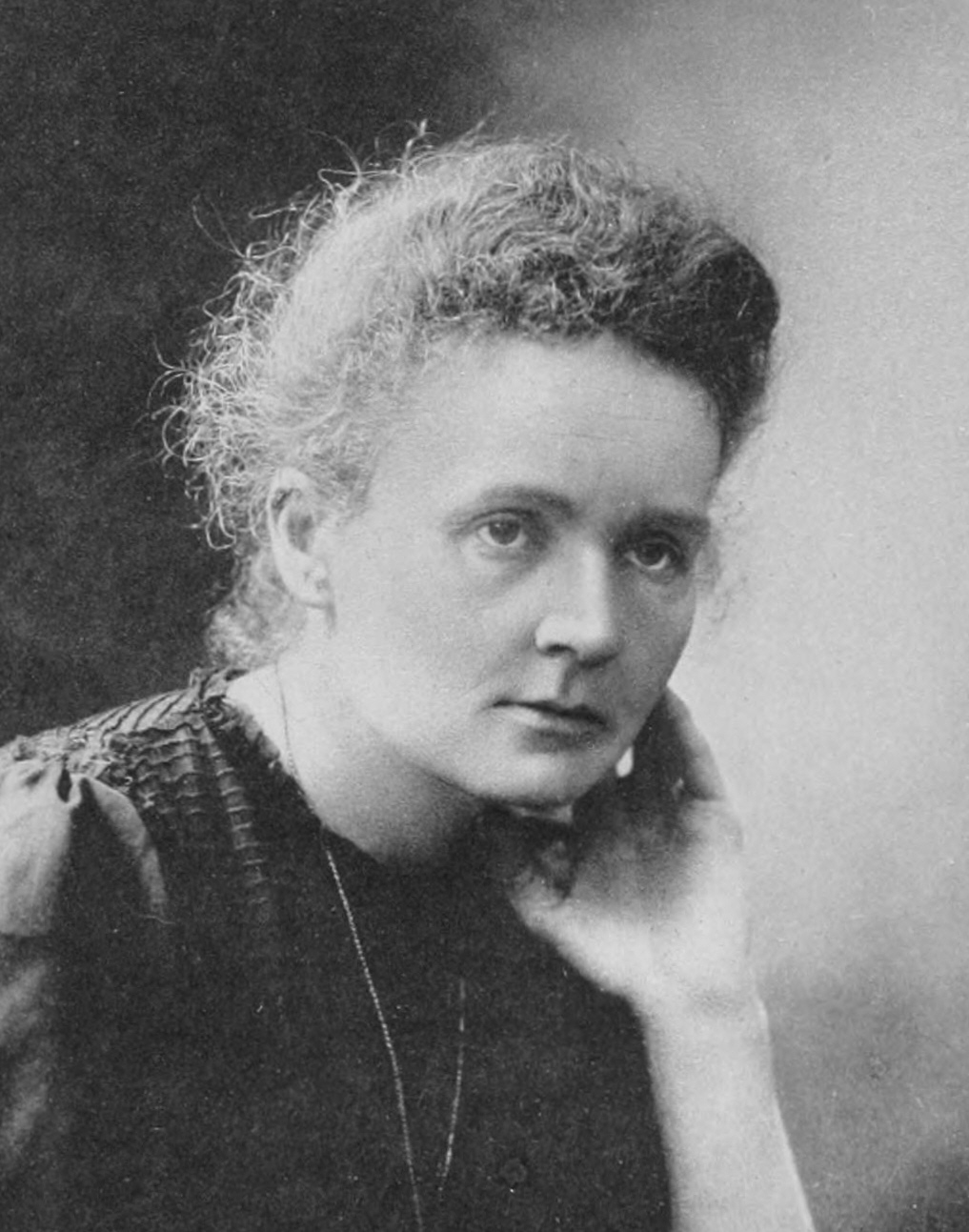
Marie Curie, fiziciană și chimistă polonezo-franceză, laureată Nobel

- 1902: Hervé Faye, astronom francez (n. 1814)
- 1921: Antoni Grabowski, inginer chimist polonez (n. 1857)
- 1931: Prințul Emanuele Filiberto, Duce de Aosta (n. 1869)
- 1934: Marie Curie, fiziciană și chimistă franceză de origine poloneză, dublu laureată a Premiului Nobel (Premiului Nobel pentru fizică (1903) și Premiul Nobel pentru chimie (1911)), (n. 1867)
- 1935: Mitropolitul Nectarie (n. Nicolae Cotlarciuc), cleric ortodox român, arhiepiscop al Cernăuților și mitropolit al Bucovinei (1924-1935), (n. 1875)
- 1940: Robert Wadlow, american, deținătorul recordului mondial de cel mai înalt om din lume: 2,72 m. (n. 1918)
- 1958: Fernando de Fuentes, regizor, scenarist și producător de filme mexican (n. 1894)
- 1975: Luigi Carlo Borromeo, episcop italian (n. 1893)
- 1991: Sigismund Toduță, compozitor și muzicolog român (n. 1908)
- 1992: Astor Piazzolla, muzician, compozitor și virtuoz instrumentist argentinian (n. 1921)
- 1997: Miguel Najdorf, șahist, argentinian de origine poloneză (n. 1910)
- 2003: Barry White, cântăreț american (n. 1944)
- 2011: Otto von Habsburg, prinț austro-ungar (n. 1912)
- 2011: Șerban Cantacuzino, actor român (n. 1941)
- 2016: Abbas Kiarostami, regizor, scenarist iranian (n. 1940)
- 2020: Sebastián Athié, actor și cântăreț mexican (n. 1995)
- 2021: Luminița Gheorghiu, actriță română (n. 1949)
- 2022: Elena Bodnarenco, politiciană din R. Moldova (n. 1965)

## Sărbători
- Ziua Independenței, Statele Unite ale Americii
- Ziua Liberării (Rwanda)
- Ziua Republicii (Filipine)